# Urera lianoides
Urera lianoides är en nässelväxtart som beskrevs av A.K.Monro och Al.Rodr.. Urera lianoides ingår i släktet Urera och familjen nässelväxter. Inga underarter finns listade i Catalogue of Life.